# Fissidens victorialis
Fissidens victorialis är en bladmossart som beskrevs av Mitten 1882. Fissidens victorialis ingår i släktet fickmossor, och familjen Fissidentaceae. Inga underarter finns listade i Catalogue of Life.